# Нарада
На́рада (санскр. नारद, IAST: Nārada) в индуизме — полубожественный мудрец, которому приписывают несколько гимнов «Ригведы» и который играет большую роль в некоторых пуранических писаниях, в особенности в «Бхагавата-пуране».
Нараду причисляют к семи великим мудрецам (саптариши). Он известен тем, что предрёк грядущее рождение Кришны и первым научил людей знаниям в математике, астрономии и земледелии.
В пуранической литературе Нарада описывается как монах-путешественник, который обладает мистической силой, позволяющей ему свободно путешествовать с одной планеты (локи) на другую в материальной вселенной, и даже посещать планеты духовного мира Вайкунтхи. Он постоянно носит с собой музыкальный инструмент под названием вина, играя на котором он воспевает гимны, молитвы и мантры, прославляющие Вишну и Кришну. В Пуранах он также упоминается как один из двенадцати махаджанов или «великих преданных» Бога.
Нарада занимает особое положение в вайшнавских течениях индуизма, где его особо почитают за то, что он является поборником бхакти. Он постоянно занят киртаном — воспеванием имён Бога Хари и Нараяны, и непрестанно занимается проповедью бхакти-йоги, обстоятельное описание которой содержится в приписываемом ему труде «Нарада-бхакти-сутра».
Нараду также называют Манаса-путра, так как, согласно Пуранам, он родился «из ума Брахмы», который был первым живым существом во вселенной. Нараду также называют Трилока-санчари, межпланетным путешественником, который беспрестанно скитается по всем трём планетарным системам (локам) — Сварга-локе (небесам), Мритью-локе (Земле) и Патала-локе (низшим мирам) — постоянно воспевая славу Нараяны и заботясь о духовном благоденствии обитающих там живых существ. Нарада также известен тем, что часто устраивает ссоры между дэвами и людьми, за что его называют Калаха-прия.

## Этимология
«Нарада» буквально переводится с санскрита как «низший из людей» (нара — человек, мужчина; да-х — низший). Бхактиведанта Свами Прабхупада приводит другой вариант перевода и трактовки этого слова.

## История Нарады
«Бхагавата-пурана» описывает историю Нарады. В своём предыдущем рождении он был гандхарвой, который из-за проклятия за совершённое оскорбление вынужден был родиться на земле сыном служанки. Однажды его матери выпала возможность принять у себя дома святых брахманов и прислуживать им. Брахманы, довольные её служением, благословили её маленького сына тем, что позволили ему отведать остатки своей пищи (прасада), которая предварительно была предложена Вишну.
Внимая рассказам мудрецов на различные духовные темы, маленький Нарада также получил и другие благословения. Какое-то время спустя, его мать умерла от укуса ядовитой змеи, что Нарада воспринял как благословение свыше и ушёл скитаться по лесам в поисках просветления и постижения абсолютной истины.
По прошествии нескольких дней, он пришёл в живописное и тихое место, и утолив жажду в протекавшем неподалёку ручье, сел медитировать под деревом. Вспомнив наставления брахманов, которые обучили его медитации, он сосредоточился на форме Вишну как Параматме в сердце и по прошествии какого-то времени, сам Вишну явился пред ним, и, улыбаясь, сообщил ему, что несмотря на то, что Нарада обрёл эту редкую возможность увидеть его, в этой жизни он более не намеревался являть ему свою божественную форму. Вишну также объяснил Нараде, что он дал ему шанс увидеть свою всепривлекающую форму только для того, чтобы пробудить в его сердце любовь к себе. Сказав это, Вишну немедленно исчез и мальчик вышел из медитации в состоянии блаженной радости и разочарования.
Весь остаток своей жизни Нарада был поглощён медитацией и поклонением Вишну и после своей смерти, по благословению Вишну, обрёл вечное духовное тело.

## Роль Нарады
Во многих священных писаниях индуизма Нарада описывается как частичная аватара Бога, наделённая особыми полномочиями совершать различные чудеса ради служения Вишну. Нарада неоднократно упоминается в «Махабхарате». Он описывается как деварши — первый риши среди полубогов. Как сын и ученик Брахмы, он продолжил линию ученической преемственности, идущую от Брахмы. Нарада дал духовное посвящение Прахладе, Дхруве и многим другим прославленным преданным Вишну. В «Бхагавата-пуране» говорится, что он наставлял Прахладу, когда тот ещё находился во чреве матери, а также отца Кришны Васудеву, и махараджу Юдхиштхиру. Также он дал посвящение автору ведийских писаний Вьясадеве, от которого получил посвящение великий вайшнавский ачарья Мадхва, основатель Брахма-мадхва-сампрадаи, к которой принадлежит гаудия-вайшнавизм.